# Samuel Rush Meyrick

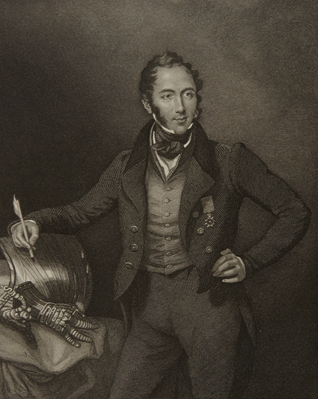
Samuel Rush Meyrick

Samuel Rush Meyrick (28. August 1783 – 2. April 1848 in Goodrich Court) war ein britischer Altertumsforscher. Er gilt als Begründer der modernen Forschung zu Waffen und Rüstungen aus der Zeit des Mittelalters und der Renaissance. Als passionierter Sammler trug er eine der bekanntesten Sammlungen seiner Zeit zu diesem Thema zusammen.

## Leben und Wirken
Meyrick schreib sich am 27. Juni 1800 am Queen’s College (Oxford) ein wo er Rechtswissenschaft studierte (Bachelor 1804, Master 1810, Doktor 1811). Er arbeitete viele Jahre auf den Gebieten Kirchenrecht und Seerecht in London.
Am 3. Oktober 1803 heiratete Meyrick. Sein Vater war darüber so erbost, dass er Meyrick enterbte; das Erbe sollte erst die nächste Generation erhalten.
Meyrick sammelte Rüstungen seit den frühen 1800er Jahren. Als Anwalt verfügte er über das nötige Einkommen. Einen Teil der Sammlung kaufte Meyrick aber auch mit dem Geld seines Sohnes. Er kaufte zu einem günstigen Zeitpunkt, denn während der Napoleonischen Kriege waren die Preise stark gefallen. Um 1820 war seine Sammlung als reichhaltige Quelle für Studienobjekte bekannt.
1810 wurde er Mitglied der Society of Antiquaries of London und publizierte in dem Journal Archaeologia der Gesellschaft. Im Jahre 1823 lernte Meyrick den Dramatiker und Historiker James Planché kennen; Meyrick half Planché bei der Erstellung realistischer Theaterkostüme.
Im Jahre 1826 wurde er gebeten, bei der Umstrukturierung der Waffensammlung im Tower of London zu helfen. 1828 fragte ihn Georg IV. an, die Sammlung im Windsor Castle neu zu ordnen. Für diese Verdienste verlieh ihm Wilhelm IV. (Vereinigtes Königreich) im Januar 1832 den Guelphen-Orden und schlug ihn am 22. Februar 1832 zum Knight Bachelor.
Etwa 1827 versuchte Meyrick vergeblich, die Burgruine Goodrich Castle zu kaufen. Darauf kaufte er gegenüber der Burg einen Hügel und errichtete mit Hilfe des Architekten Edward Blore das neugotische Herrenhaus Goodrich Court. Die Räumlichkeiten wurden so konstruiert, dass sie seine Sammlung aufnehmen konnten. Meyrick assistierte bei der Gründung der British Archæological Association und führte im Jahre 1846 den Kongress der Gesellschaft in Gloucester.

## Publikationen
Im Jahre 1810 publizierte Meyrick mit History and Antiquities of the County of Cardigan einen anerkannten geschichtlichen Abriss über die Region Cardigan. Zusammen mit Charles Hamilton Smith veröffentlichte Meyrick 1815 Costume of the original Inhabitants of the British Islands, einen Beitrag zur Kostümkunde. Meyricks Hauptwerk über Waffen und Rüstungen‚ A Critical Inquiry into antient Armour as it existed in Europe, wurde 1824 in drei Bänden veröffentlicht.
Meyrick unterstützte den Graveur Joseph Skelton bei der Arbeit am Engraved Illustrations of Antient Arms and Armour, from the Collection at Goodrich Court über seine Sammlung in Goodrich Court, welche 1830 und dann 1854 in einer erweiterten Edition veröffentlicht wurde. Er assistierte von 1823 bis 1825 Thomas Dudley Fosbrooke bei Encyclopædia of Antiquities und trug 1836 mit Beschreibungen zu Henry Shaws Specimens of Ancient Furniture bei. Meyricks letztes wichtiges Werk war Heraldic Visitations of Wales, welches er 1840 für die Society for the Publication of Ancient Welsh Manuscripts begann und 1846 fertig stellte.
Außerdem war er der Autor viele Beiträge in verschiedenen Magazinen wie Gentleman's Magazine (1822–1839), Analyst, Cambrian Quarterly Magazine, Cambrian Archæological Journal oder Graphic and Historical Illustrator. So veröffentlichte er 1836 im Gentleman's Magazine einen Katalog über eine Elfenbeinsammlung, die ihm 1834 Francis Douce vermachte.
Auswahl online verfügbarer Publikationen:
- The History and Antiquities of the County of Cardigan, 1808
- A critical inquiry into antient armour, 1824 Band 1, Band 2, Band 3
- Heraldic visitations of Wales and part of the Marches, 1846 Band 1 Band 2
- Specimens of ancient furniture, 1836,
- mit Joseph Skelton: Engraved Illustrations of Antient Arms and Armour, from the Collection at Goodrich Court Band 1, Band 2

## Mayricks Sammlung nach dessen Tod
Meyrick starb im Jahre 1848. Da sein einziger Sohn Llewelyn (1804–1837) früh starb, ging das Erbe an den Cousin Lieutenant Colonel Augustus Meyrick. Meyricks Sammlung wurde zwei Mal als öffentliche Ausstellung, 1857 in Manchester und 1868 South Kensington Museum, jeweils von Planché arrangiert, gezeigt. Als Augustus Meyrick starb, versuchten dessen Erben die Sammlung an den Staat zu verkaufen. Als dieses nicht gelang, verkauften sie die Sammlung 1871 hauptsächlich an Frederic Spitzer in Paris. 1893 wurde dessen Sammlung durch Verkauf zerstreut. Viele der bekanntesten Teile der ursprünglichen Meyrick-Sammlung wurden von Richard Wallace gekauft und bildeten dann die Wallace Collection.